# Javier Espinosa González
|  | Aquest article tracta sobre el futbolista. Si cerqueu el periodista, vegeu «Javier Espinosa Robles». |

Javier Espinosa González, conegut com a Javi Espinosa (Talavera de la Reina, 1992) és un futbolista professional espanyol que juga com a migcampista.

## Carrera esportiva
Després de jugar al Reial Madrid CF va tornar a la UD Talavera, i el FC Barcelona el va fitxar quan tenia 13 anys, quan era pretés de nou pel Real Madrid i també per l'Atlètic de Madrid.
El juny de 2014 va acabar el seu contracte amb el FC Barcelona, i no va arribar a cap acord per renovar-lo. L'11 de juliol de 2014 Espinosa va signar un contracte de tres anys amb el Vila-real CF. sent cedit fins a final de temporada a la UD Almería.